# Revalue NIPPON Project 中田英寿 日本をつなぐ
『Revalue NIPPON Project 中田英寿 日本をつなぐ』（リバリュー ニッポン プロジェクト なかたひでとし にっぽんをつなぐ）は、2011年3月5日から2012年3月31日まで日本テレビで放送されていたミニ番組である。全54回。LIXILの一社提供。
放送時間は毎週土曜日21:54 - 22:54（JST）だが、『土曜ドラマ』拡大版などによってずれる事があり、またずれた事で、放送時間が「3分」に縮小される事もある。

## 番組概要
中田英寿が2009年春から開始した日本全国を訪れる旅からその土地にある伝統文化や農業などを通して日本の魅力を再発見していく。

## 出演者
- 中田英寿
- 菊川怜（ナレーター）

## スタッフ
- プロデューサー - 渡辺誠
- ディレクター - 牧有太、大島明
- 音響効果 - 佐藤新之介
- 製作協力 - サニーサイドアップ、テレビマンユニオン

## 放送局
| 対象対象地域 | 放送局     | 系列           | 放送日時            | 備考                         |
| ------------ | ---------- | -------------- | ------------------- | ---------------------------- |
| 関東広域圏   | 日本テレビ | 日本テレビ系列 | 土曜日21:54 - 22:00 | 制作局                       |
| 中京広域圏   | 中京テレビ | 日本テレビ系列 | 金曜日20:54 - 21:00 | 2011年7月1日放送開始         |
| 近畿広域圏   | 読売テレビ | 日本テレビ系列 | 土曜日21:54 - 22:00 | 2011年7月2日 - 2012年2月25日 |
| 北海道       | 札幌テレビ | 日本テレビ系列 | 火曜日21:54 - 22:00 | 2011年7月5日放送開始         |
| 福岡県       | 福岡放送   | 日本テレビ系列 | 火曜日21:54 - 22:00 | 2011年7月5日放送開始         |

## 休止
- 開始翌週の2011年3月12日は、前日の3月11日に発生した「東日本大震災」関連の報道特別番組で休止。そのため放送される予定だった「五箇山の相倉合掌集落」の回は、同年5月7日放送に変更された。
- 2011年8月20日は『24時間テレビ 「愛は地球を救う」』のため休止。
- 2011年12月31日は『絶対に笑ってはいけない空港24時』のため休止。